# Eddie Jefferson
Eddie Jefferson (Pittsburgh, 1918. augusztus 3. – Detroit, 1979. május 9.) amerikai dzsesszénekes, dalszerző.

## Pályakép
Eddie Jefferson eleinte sztepptáncosként lépett fel. Az 1940-es évek végén már énekelt is és dalszövegeket írt. Valójában nem is volt jó hangja, de az egyik legjobb dzsesszénekesek egyike volt azzal, hogy a maximumot hozta ki abból, amije volt.
Egy 1949-es élő előadását úttörőnek találják a dalszövegéért a „Parker's Mood”-ban és Lester Young szólóját az „I Cover the Waterfront”-ban. A „Moody's Mood for Love” klasszikus dalszövegét először King Pleasure (1952) vette fel, (aki szintén nagy sikert aratott a „Parker's Mood” verziójával).
Jefferson abban az évben készítette első stúdiófelvételét (amelyen Coleman Hawkins szólója is rajta volt).
Bár Jefferson az 1950-es 60-as években olykor készített felvételeket, de a dalszövegíráshoz való jelentős hozzájárulását a hetvenes évekig többnyire figyelmen kívül hagyták.
Jefferson akkoriban (1968-1973) James Moody-val dolgozott, és gyakran lépett fel Richie Cole-lal is.
Eddie Jefferson, aki emlékezetes dalszövegeket írt a „Jeannine”, „Lady Be Good”, „So What”, „Freedom Jazz Dance” és még a „Bitches' Brew” című dalokhoz is.
1979-ben egy detroiti klub előtt agyonlőtték.

## Lemezválogatás
- Letter from Home (1962)
- Body and Soul (1968)
- Come Along with Me (1969)
- The Bebop Singers, Annie Ross, Joe Carroll (1970)
- Things Are Getting Better (1974)
- Still on the Planet (1976)
- The Jazz Singer (1976)
- The Main Man (1977)
- The Live-Liest (1979)